# Onward (Indiana)
Onward es un pueblo ubicado en el condado de Cass en el estado estadounidense de Indiana. En el Censo de 2010 tenía una población de 100 habitantes y una densidad poblacional de 390 personas por km².

## Geografía
Onward se encuentra ubicado en las coordenadas 40°41′40″N 86°11′43″O / 40.69444, -86.19528. Según la Oficina del Censo de los Estados Unidos, Onward tiene una superficie total de 0.26 km², de la cual 0.26 km² corresponden a tierra firme y (0%) 0 km² es agua.

## Demografía
Según el censo de 2010, había 100 personas residiendo en Onward. La densidad de población era de 390 hab./km². De los 100 habitantes, Onward estaba compuesto por el 98% blancos, el 0% eran afroamericanos, el 0% eran amerindios, el 2% eran asiáticos, el 0% eran isleños del Pacífico, el 0% eran de otras razas y el 0% pertenecían a dos o más razas. Del total de la población el 0% eran hispanos o latinos de cualquier raza.